# Justiça global
A justiça global é entendido como uma forma de internacionalismo.

## História
Uma citação direta dos estados de Syse : "Este ensinamento inicial de teorização da lei natural centrou-se na ideia de um ius naturale, ou seja, um sistema de direito que é natural e, como tal, comum a todas as pessoas, disponível para a humanidade como uma medida de certo e errado."

## Contexto
O filósofo inglês David Miller concordou que as obrigações só se aplicam a pessoas que vivem juntas ou que fazem parte da mesma nação. A justiça baseada na cognição é potencializada pelo conservadorismo. Segundo Vladimir Putin, o Estado tem soberania ilimitada em suas fronteiras.
O que devemos uns aos outros no contexto global é uma das questões que o conceito de justiça global busca responder. Existem deveres positivos e negativos que podem estar em conflito com as regras morais.  Cosmopolitas, supostamente incluindo o antigo grego Diógenes de Sinope, se descreveram como cidadãos do mundo . William Godwin (pensador utilitarista e anarquista ) argumentou que todos têm o dever imparcial de fazer o melhor que puderem, sem preferência por um ser humano em relação a outro.
A justiça nas relações entre os estados e entre os indivíduos através das fronteiras dos estados foi deixada de lado como uma questão secundária ou deixada para os teóricos das relações internacionais.
Desde a Primeira Guerra Mundial, no entanto, o sistema de Estado foi transformado pela globalização e pela criação de instituições políticas e econômicas supranacionais, como a Liga das Nações, as Nações Unidas e o Banco Mundial . No mesmo período, e especialmente a partir da década de 1970, a justiça global tornou-se uma questão mais proeminente na filosofia política.

## Questões centrais
Existem, como argumenta o universalista moral, padrões éticos objetivos que se aplicam a todos os humanos, independentemente de cultura, raça, gênero, religião, nacionalidade ou outras características distintivas?  Ou os padrões éticos se aplicam apenas a contextos limitados como culturas, nações, comunidades ou associações voluntárias?
Uma concepção moral de justiça social só é universalista se:
- Sujeita todas as pessoas ao mesmo sistema de princípios morais fundamentais
- Esses princípios atribuem os mesmos benefícios e encargos morais fundamentais para todos: e
- Esses benefícios e encargos fundamentais não privilegiam ou prejudicam determinados grupos de forma arbitrária.[16]

### Igualdade distributiva
Gillian Brock pergunta "Temos a obrigação de garantir que as pessoas tenham suas necessidades básicas atendidas e possam levar uma vida“ decente ”, ou devemos nos preocupar mais com a igualdade socioeconômica global?" 1,1 bilhão de pessoas — 18% da humanidade — vivem abaixo dos US $ 2 / dia do Banco Mundial. Esta distribuição de riqueza e outros bens é justa? Qual é a causa raiz da pobreza e existem injustiças sistêmicas na economia mundial ? John Rawls disse que as obrigações internacionais são entre estados, desde que "os estados cumpram uma condição mínima de decência", onde, como Thomas Nagel argumenta que as obrigações para com os outros são em um nível individual e que as razões morais para restrição não precisam ser satisfeitas por um indivíduo para merecer tratamento igual internacionalmente. Peter Singer argumenta em Famine, Affluence and Morality que os ricos têm a obrigação moral de dar seu dinheiro àqueles que precisam.

### Instituições
Que instituições - estados, comunas, entidades federais, instituições financeiras globais como o Banco Mundial, ONGs internacionais, corporações multinacionais, tribunais internacionais, um estado mundial - seriam mais adequadas para alcançar o ideal de justiça global? 
Thomas Pogge diz que os Estados não podem alcançar a justiça global por si próprios "Nunca foi plausível que os interesses dos Estados - isto é, os interesses dos governos - fornecessem as únicas considerações moralmente relevantes nas relações internacionais." Organizações como a Organização Mundial do Comércio têm defendido o livre comércio, mas permitem o protecionismo em países ricos desenvolvidos até este ponto, de acordo com Pogge e Moellendorf.
As pesquisas públicas mostraram que há apoio para o Tribunal Penal Internacional . 130 grupos da sociedade civil na África reconheceram que o TPI opera de maneira desigual, mas no interesse de alcançar a justiça global continuam a apoiá-lo. No Camboja, as Câmaras Extraordinárias nos Tribunais do Camboja, alguns observadores disseram que "o tribunal não será realmente eficaz a menos que possa resolver adequadamente a questão crucial de como as reparações serão dadas às vítimas do regime" enquanto outros o apoiaram, " acho que o caso vai ser o julgamento mais importante da história do Camboja. " disse Youk Chhang, diretor do Centro de Documentação do Camboja, A Anne Petermann e o Orin Langelle, do Global Justice Ecology Project, notaram que em 2007 os integrantes da indústria receberam tratamento preferencial em relação a "observadores da sociedade civil e delegados de países mais pobres cujos vistos foram atrasados".

### Critérios mínimos

#### Nayef Al-Rodhan
A justiça é fundamental para a dignidade humana, o triunfo geocultural individual e o bem-estar geral da civilização humana. Assim, de acordo com Al-Rodhan, atender aos critérios mínimos de justiça global é um pré-requisito para o triunfo da civilização humana.
Quando as pessoas sentem que foram vítimas de decisões injustas, podem tentar buscar justiça por meios menos convencionais, como a violência. Isso, por sua vez, pode gerar insegurança. Portanto, a justiça, e não apenas o poder militar, é essencial para manter a segurança global. No entanto, podem surgir alguns obstáculos. Al-Rodhan identifica a disparidade de poder que existe entre os estados na ordem global atual como um grande obstáculo para alcançar a justiça global. Assim, é provável que as sociedades em desvantagem continuem exigindo mais justiça global, porque muitas vezes elas se sentem injustamente sujeitas às regras estabelecidas por atores mais poderosos. No entanto, é improvável que os estados dominantes que se beneficiam do status quo atual queiram alterar as instituições ou estruturas de governança estabelecidas.
O Al-Rodhan argumenta que todos os estados, não importa o quão poderosos sejam, devem ser regidos pelo direito internacional e suas obrigações.

#### Thomas Pogge
Thomas Pogge escreveu em 2005 que "o progresso feito nos últimos 200 anos é milagroso".

## Posições principais

### Realismo
Realistas, como Charles Yeo, Hashim Tilab, argumentam que não existem padrões éticos globais e que imaginar que existem é uma fantasia perigosa. O sistema estatal é considerado o arranjo institucional global fundamental e incontestável. As raízes teóricas para essa visão realista são encontradas na tradição, incluindo Maquiavel e remontando ao desafio de Glauco a Sócrates. As relações internacionais entre os estados na visão realista existem no que Charles Beitz descreve como um estado de natureza hobbesiano, um estado de guerra anárquica onde o pode fazer certo e que é realista no sentido de que defende ver os estados como eles "realmente são", em vez do que retratá-los em circunstâncias idealistas ou de acordo com seus supostos ideais.

### Particularismo
O Michael Walzer e James Tully, argumentam que  "Uma dada sociedade é justa se sua vida substantiva é vivida de uma certa maneira — isto é, de uma forma fiel aos entendimentos compartilhados de [seus] membros”.
Para Charles Blattberg, entretanto, existe uma abordagem particularista da justiça global, baseada no que ele chama de "patriotismo global".

### Nacionalismo
Nacionalistas, como David Miller e Yael Tamir, argumentam que as obrigações mútuas exigentes são criadas por um tipo particular de associação valiosa, a nação . Podemos ter deveres humanitários para ajudar as pessoas em situação difícil em todo o mundo, mas são muito menos rigorosos e urgentes do que nossos deveres para com nossos concidadãos . O nacionalismo tradicionalmente inclui essa suposição de obrigações morais diferentes para com aqueles dentro e fora da nação, refletidas, por exemplo, no fato de que os benefícios do estado de bem -estar social não estão disponíveis para cidadãos de outros países. Portanto, o universalismo moral é muito simples, porque os padrões éticos que se aplicam entre compatriotas diferem daqueles que se aplicam entre estranhos (embora alguns nacionalistas defendam o padrão ético universal de que as nações deveriam ter seus próprios estados). A justiça distributiva é um problema dentro das nações, mas não necessariamente entre elas. E um sistema mundial de estados-nação é o organizador apropriado da justiça para todos, em seus grupos associativos distintos.

### Sociedade de estados
Quando Rawls aplicou esse método no caso da justiça doméstica, com os partidos na posição original representando membros individuais de uma única sociedade, ele argumentou que isso apoiava uma política liberal redistributiva e igualitária. Em contraste, Rawls argumenta que quando seu método é aplicado à justiça global, ele apóia uma ética internacional kantiana bastante tradicional: dever dos Estados de obedecer a tratados e limites estritos à guerra, mas nenhuma reintegração de posse global da propriedade privada. Assim, diferentes juízes se aplicam aos casos nacionais e internacionais. Mesmo que a justiça exija igualitarismo dentro dos Estados, não o faz entre eles. E um sistema de cooperação, mas de estados independentes, é o arranjo institucional global justo. Rawls descreve esse ideal como uma "utopia realista".

### Cosmopolitismo
A capacidade de experimentar bem-estar e sofrimento é, portanto, a base compartilhada para a posição moral. Isso significa que o fato de algumas pessoas estarem sofrendo terríveis privações de bem-estar, causadas pela pobreza, cria uma exigência moral de que quem pode ajudá-las o faça. Nem a distância física entre ricos e pobres, nem o fato de serem tipicamente cidadãos de países diferentes, tem qualquer relevância moral.
Pode-se argumentar que esses direitos criam um dever positivo dos ricos de prover o que eles garantem (segurança, sustento, etc.); ou, alternativamente, pode-se argumentar que os ricos estão atualmente violando seu dever negativo de não impor uma ordem global que viole sistematicamente os direitos dos pobres.
Charles Beitz procuraria abordar as desigualdades de recursos estendendo o princípio da diferença Rawlsiana globalmente para beneficiar os menos abastados do mundo, embora os recursos que ele redistribuísse sejam recursos naturais, e não a categoria mais ampla de bens sociais (incluindo questões como talento). Todos os cosmopolitas, no entanto, acreditam que os indivíduos, e não os estados, nações ou outros grupos, são o foco final dos padrões morais universais.

## Demandas
Nenhuma das cinco posições principais descritas acima implica satisfação total com a ordem mundial atual. Os realistas reclamam que os estados que buscam visões morais utópicas por meio de intervenção e ajuda humanitária, em vez de cuidar de seus próprios interesses estratégicos, prejudicam seus súditos e desestabilizam o sistema internacional. Os particularistas se opõem à destruição das culturas tradicionais pelo colonialismo cultural, seja sob o pretexto do liberalismo econômico ou da defesa dos direitos humanos. Os nacionalistas deploram o fato de que tantas pessoas sejam apátridas ou vivam sob regimes ineficientes e tirânicos. Os defensores da sociedade dos estados estão preocupados com os estados rebeldes e com as ambições imperiais dos poderosos. Os cosmopolitas acreditam que o mundo contemporâneo falha gravemente em viver de acordo com seus padrões, e que isso exigiria mudanças consideráveis nas ações de indivíduos e Estados ricos.
 